# Wu Zhi
Wu Zhi je bio savjetnik Cao Pija, cara kineske države Cao Wei, jednog od Tri kraljevstva. Cao Pi je bio sin gospodara rata Cao Caoa te se stalno borio za naklonost oca i nasljedstvo s bratom Cao Zhijem. Nastojeći ukloniti prijetnju po Cao Pija, Wu Zhi se za račun svog gospodara sakrio u sanduk sa svilom kako bi se ubacio u Cao Zhijevo imanje i ondje smaknuo Cao Zhija; međutim, kada je čuo da je Cao Zhi upozoren na taj plan, od njega je odustao.